# McAlpin's
McAlpin's was een warenhuis gevestigd in Cincinnati.

## Geschiedenis
Het warenhuis werd in 1852 opgericht als Ellis, McAlpin & Co. McAlpin's opende in 1880 op een markante locatie in het stadscentrum aan Fourth Street, waarbij ze een gebouw van hun concurrent Shillito's overnamen. In 1954 was McAlpin's het eerste warenhuis in Cincinnati dat een vestiging in een buitenwijk opende, in het Western Hills Shopping Center.
Twintig jaar later werd McAlpin's een divisie van Mercantile Stores. In 1990 verhuisde Mercantile haar hoofdkantoor naar Fairfield, Ohio, een voorstad van Cincinnati.
Terwijl de detailhandelsbedrijven consolideerden, bleef McAlpin's ongeveer hetzelfde. Dat eindigde in 1998 toen het moederbedrijf van McAlpin, Mercantile Stores, werd overgenomen door Dillard's uit Little Rock, Arkansas. Alle winkels van McAlpin werden dat jaar omgedoopt tot Dillard's, behalve de winkel in de Dayton Mall, die werd verkocht aan Elder-Beerman.
De markante winkel in het centrum van Cincinnati sloot in 1996 haar deuren. Het pand werd gerestaureerd en heropend als The McAlpin, een luxe appartementengebouw met 62 eenheden.